# Anodocheilus elenauerae
Anodocheilus elenauerae är en skalbaggsart som beskrevs av Young 1974. Anodocheilus elenauerae ingår i släktet Anodocheilus och familjen dykare. Inga underarter finns listade i Catalogue of Life.